# 阿拉伯的劳伦斯：T. E. 劳伦斯的授權传记
《阿拉伯的劳伦斯：T. E. 劳伦斯的授权傳記》（英語：Lawrence of Arabia: The Authorised Biography of T. E. Lawrence）是由杰里米·威尔逊所著的一本书，該書講述了著名的历史人物T·E·劳伦斯在第一次世界大战期間领导阿拉伯起义反对奥斯曼帝国的事蹟。
迈克尔·科伦在《多倫多星報》中将其描述为“一本不起眼的书”， 但它被《纽约时报》评为1990年的14本最佳书籍之一。  
它于1989年出版，首先由伦敦的William Heinemann 公司发行，后在美国出版。    